# Joseph Leilua

a Compétitions nationales et continentales officielles uniquement.

b Matchs officiels uniquement.
Joseph Leilua, né le 12 décembre 1991 à Sydney (Australie), est un joueur de rugby à XIII australien d'origine samoane évoluant au poste d'ailier ou de centre. Il fait ses débuts en National Rugby League (« NRL ») avec les Roosters de Sydney lors de la saison 2010 avec lesquels ils disputent la finale de la NRL en 2010. Ils jouent par la suite avec les Knights de Newcastle avant de rejoindre les Raiders de Canberra. Avec ces derniers, il est notamment élu meilleur centre de NRL lors de la saison 2016. Parallèlement, il prend part à la Coupe du monde 2013 avec la sélection samoane en raison de ses origines. Enfin, il a également pris part au City vs Country Origin. Son frère, Luciano Leilua, est aussi un joueur de rugby à XIII évoluant en NRL.

## Palmarès
- Collectif :
  - Finaliste de la National Rugby League : 2010 (Roosters de Sydney) et 2019 (Canberra).

- Individuel :
  - Élu meilleur centre de la National Rugby League : 2016 et 2018 (Raiders de Canberra) et .

### En club

#### Statistiques
| Saison | Club              | Compétition           | Matchs | Points | Essais | Goals | Drops |
| ------ | ----------------- | --------------------- | ------ | ------ | ------ | ----- | ----- |
| 2010   | Sydney Roosters   | National Rugby League | 17     | 12     | 3      | 0     | 0     |
| 2011   | Sydney Roosters   | National Rugby League | 23     | 44     | 11     | 0     | 0     |
| 2012   | Sydney Roosters   | National Rugby League | 19     | 24     | 6      | 0     | 0     |
| 2013   | Newcastle Knights | National Rugby League | 19     | 52     | 13     | 0     | 0     |
| 2014   | Newcastle Knights | National Rugby League | 22     | 44     | 11     | 0     | 0     |
| 2015   | Newcastle Knights | National Rugby League | 13     | 24     | 6      | 0     | 0     |
| 2015   | Canberra Raiders  | National Rugby League | 6      | 0      | 0      | 0     | 0     |
| 2016   | Canberra Raiders  | National Rugby League | 25     | 44     | 11     | 0     | 0     |
| Total  | Total             | Total                 | 144    | 244    | 61     | 0     | 0     |